# Françoise Rosay
Françoise Rosay (19 de abril de 1891 - 28 de marzo de 1974) fue una actriz teatral y cinematográfica de nacionalidad francesa, con una carrera que abarcó más de sesenta años y que la hizo una figura legendaria del cine de su país. En total actuó en más de 100 películas a lo largo de su trayectoria.

## Biografía
Su verdadero nombre era Françoise Bandy de Nalèche, y nació en París. Era hija ilegítima de Marie-Thérèse Chauvin, una actriz conocida por el nombre de Sylviac, y del conde François Louis Bandy de Nalèche, hermano de Étienne Bandy de Nalèche, director del Journal des débats, ambos hijos del político Louis Bandy de Nalèche. Su padre no la reconoció hasta 1938, cuando ella ya era una actriz muy conocida.
En un principio ella quería ser cantante de ópera, y en 1917 ganó un premio en el Conservatorio de París y debutó en la Ópera Garnier cantando en Salammbô, de Ernest Reyer. También cantó en Cástor y Pólux, de Jean-Philippe Rameau, y Thaïs, de Jules Massenet.
Su primer film fue Falstaff, rodado en 1911y a partir de 1929 empezó a trabajar en Hollywood. En 1917 se había casado con el director Jacques Feyder, con el que tuvo tres hijos. Rosay actuó en varias cintas dirigidas por su marido, entre ellas Le Grand Jeu (1933), Pension Mimosas (1934), La kermesse heroica (1935) y Les Gens du voyage (1937). En los años de la Segunda Guerra Mundial, Rosay permaneció en Túnez, Argelia y Suiza, donde enseñaba interpretación en el Conservatorio de Ginebra.  En esa época también trabajó en el cine, destacando su trabajo en el film británico The Halfway House (1944).
A lo largo de su carrera, Rosay actuó con todas las grandes estrellas de cine francés, entre ellas Jean Gabin, Michèle Morgan, Raimu, Jeanne Moreau, Danielle Darrieux, Micheline Presle, Paul Meurisse, Gérard Philipe, Louis Jouvet, Michel Simon, Simone Signoret, Fernandel o Jean-Louis Barrault. En Hollywood trabajó con Charles Boyer, Maurice Chevalier y Buster Keaton, y con directores como William Dieterle (September Affair, 1949), Martin Ritt (The Sound and the Fury, 1958), Ronald Neame (The Seventh Sin, 1956) y Peter Glenville  (Me and the Colonel, 1957, con Danny Kaye). En Inglaterra actuó en The Alien Corn, un segmento del film de antología basado en obras de W. Somerset Maugham Quartet (1948), en el cual participaba Dirk Bogarde.
Su última actuación cinematográfica tuvo lugar en la película Der Fußgänger, dirigida por Maximilian Schell y premiada con el Globo de Oro a la mejor película en lengua no inglesa, además de ser nominada al Óscar a la mejor película extranjera en 1974.
En el ámbito teatral, en 1950 actuó en el Teatro New London interpretando el papel de 'Madame Tic Tac', aunque durante unas pocas representaciones.   
Françoise Rosay falleció en Montgeron, Francia, en 1974. Fue enterrada en Sorel-Moussel, junto a su marido.

## Filmografía
- 1911: Falstaff, de Henri Desfontaines, Clément Maurice.
- 1915: Les Vampires, de Louis Feuillade.
- 1916: Têtes de femmes, femmes de tête, de Jacques Feyder.
- 1916: La Trouvaille de Buchu, corto de Jacques Feyder.
- 1916: Le Billard cassé, corto de Jacques Feyder.
- 1917: L'instinct est maître, de Jacques Feyder.
- 1917: Abrégeons les formalités, corto de Jacques Feyder.
- 1917: Les Vieilles Femmes de l'hospice, corto de Jacques Feyder.
- 1917: Le Bluff, corto de Jacques Feyder.
- 1918: Le Frère de lait, corto de Jacques Feyder.
- 1918: La Faute d'orthographe, corto de Jacques Feyder.
- 1922: Crainquebille, de Jacques Feyder.
- 1925: Gribiche, de Jacques Feyder.
- 1927: Le Bateau de verre, de Constantin J.David y Jacqueline Milliet.
- 1927: Madame Récamier, de Gaston Ravel.
- 1929: Les Deux Timides, de René Clair.
- 1929: The One Woman Idea, de Berthold Viertel.
- 1930: The Playboy of Paris, de Ludwig Berger.
- 1930: Si l'empereur savait ça, de Jacques Feyder.
- 1930: Le Procès de Mary Dugan, de Marcel de Sano.
- 1931: The Little Café, de Ludwig Berger.
- 1931: The Magnificent Lie, de Berthold Viertel.
- 1931: La Chance de René Guissart.
- 1931: Quand on est belle, de Arthur Robison.
- 1931: La Femme en homme, de Augusto Genina.
- 1931: Échec au roi, de Léon d'Usseau y Henri de la Falaise.
- 1931: Casanova wider Willen, de Edward Brophy.
- 1931: Buster se marie, de Edward Brophy y Claude Autant-Lara.
- 1931: Jenny Lind, de Arthur Robison.
- 1932: Le Rosier de Madame Husson, de Dominique Bernard-Deschamps.
- 1931: Soyons gais, de Arthur Robison.
- 1932: La Pouponnière, de Jean Boyer.
- 1932: Papa sans le savoir, de Robert Wyler.
- 1933: L'Abbé Constantin, de Jean-Paul Paulin.
- 1933: Tout pour rien, de René Pujol.
- 1933: Tambour battant, de André Beucler y Arthur Robison.
- 1933: Remous, de Edmond T. Gréville.
- 1933: Coralie et Cie, de Alberto Cavalcanti.
- 1934: Vers l'abîme, de Hans Steinhoff y Serge Veber.
- 1934: Maternité, de Jean Choux.
- 1934: Die Insel, de Hans Steinhoff.
- 1934: Le Grand Jeu, de Jacques Feyder.
- 1934: Le Billet de mille, de Marc Didier.
- 1935: La kermesse heroica, de Jacques Feyder.
- 1935: Pension Mimosas, de Jacques Feyder.
- 1935: Marie des angoisses, de Michel Bernheim.
- 1935: Marchand d'amour, de Edmond T. Gréville.
- 1935: Die klugen Frauen, de Jacques Feyder.
- 1935: Gangster malgré lui, de André Hugon.
- 1936: Die Letzten Vier von Santa Cruz, de Werner Klingler.
- 1936: The Robber Symphony, de Friedrich Feher.
- 1936: Le Secret de Polichinelle, de André Berthomieu.
- 1936: Jenny, de Marcel Carné.
- 1937: Le Fauteuil 47, de Fernand Rivers.
- 1937: Drôle de drame, de Marcel Carné.
- 1937: Un carnet de bal, de Julien Duvivier.
- 1937: Ramuntcho, de René Barberis.
- 1937: Mein Sohn, der Herr Minister, de Veit Harlan.
- 1938: Fahrendes Volk, de Jacques Feyder.
- 1938: Le Ruisseau, de Claude Autant-Lara y Maurice Lehmann.
- 1938: Les Gens du voyage, de Jacques Feyder.
- 1938: Paix sur le Rhin, de Jean Choux.
- 1938: Le Joueur d'échecs, de Jean Dréville.
- 1939: Serge Panine, de Charles Méré y Paul Schiller.
- 1939: Die Hochzeitsreise, de Karl Ritter.
- 1940: Elles étaient douze femmes, de Georges Lacombe.
- 1942: Une femme disparaît, de Jacques Feyder.
- 1944: The Halfway House, de Basil Dearden.
- 1945: Johnny Frenchman, de Charles Frend.
- 1946: Macadam, de Marcel Blistène y Jacques Feyder.
- 1947: La Dame de haut le bois, de Jacques Daroy.
- 1948: Saraband for Dead Lovers, de Basil Dearden.
- 1948: Le Mystère Barton de Charles Spaak.
- 1949: Quartet, film de sketches de Ken Annakin, Arthur Crabtree, Harold French y Ralph Smart.
- 1949: Les Vagabonds du rêve, de Charles-Félix Tavano.
- 1949: On n'aime qu'une fois de Jean Stelli.
- 1949: Donne senza nome, de Géza von Radványi.
- 1950: September Affair, de William Dieterle.
- 1950: Maria Chapdelaine, de Marc Allégret.
- 1951: The 13th Letter, de Otto Preminger.
- 1951: El albergue rojo, de Claude Autant-Lara.
- 1951: K - Das Haus des Schweigens, de Hans Hinrich.
- 1951: I figli di nessuno, de Raffaello Matarazzo.
- 1952: Les Sept Péchés capitaux, film de sketches de Claude Autant-Lara.
- 1952: Le Banquet des fraudeurs, de Henri Storck.
- 1952: Wanda la peccatrice, de Duilio Coletti.
- 1952: ''Sul ponte dei sospiri, de Antonio Leonviola.
- 1952: Chi è senza peccato..., de Raffaello Matarazzo.
- 1953: Den Lille pige med svovlstikkerne, de Johan Jacobsen.
- 1954: La Reine Margot, de Jean Dréville.
- 1955: La princesa de Éboli, de Terence Young.
- 1955: Ragazze d'oggi, de Luigi Zampa.
- 1955: Quelque part en France, de Ben Barkay.
- 1956: Le Long des trottoirs, de Léonide Moguy.
- 1957: The Seventh Sin, de Ronald Neame y Vincente Minnelli.
- 1957: Interlude, de Douglas Sirk.
- 1958: Le Joueur, de Claude Autant-Lara.
- 1958: Me and the colonel, de Peter Glenville.
- 1958: Non sono più Guaglione, de Domenico Paolella.
- 1959: The Sound and the Fury, de Martin Ritt.
- 1959: Du rififi chez les femmes, de Alex Joffé.
- 1959: Les Yeux de l'amour, de Denys de La Patellière.
- 1960: Die Gans von Sedan, de Helmut Kaütner.
- 1960: Le Bois des amants, de Claude Autant-Lara.
- 1960: Stefanie in Rio, de Curtis Bernhardt.
- 1961: The Full Treatment, de Val Guest.
- 1961: Le cave se rebiffe, de Gilles Grangier.
- 1961: Frau Cheneys Ende, de Franz Josef Wild.
- 1962: El día más largo, de Ken Annakin, Andrew Marton, Bernhard Wicki y Darryl F. Zanuck.
- 1962: Pourquoi Paris ?, de Denys de La Patellière.
- 1964: ...e la donna creò l'uomo, de Camillo Mastrocinque.
- 1965: Up from the Beach, de Robert Parrish.
- 1965: La Métamorphose des cloportes, de Pierre Granier-Deferre.
- 1967: La hora 25, de Henri Verneuil.
- 1968: Faut pas prendre les enfants du bon dieu pour des canards sauvages, de Michel Audiard.
- 1969: Un merveilleux parfum d'oseille, de Renaldo Bassi.
- 1972: Trois milliards sans ascenseur, de Roger Pigaut.
- 1972: Pas folle la guêpe, de Jean Delannoy.
- 1973: Der Fußgänger, de Maximilian Schell.

## Televisión
- 1952: Les Chevaux de bois, de Claude Loursais.
- 1955: Le voyageur sans bagage, de Jean Vernier.
- 1955: Madame Germaine, de Leslie Goodwins.
- 1958: Madame Darches a dit "peut être", de Albert Riera.
- 1960: Colombe, a partir de la obra de Jean Anouilh.
- 1961: La Petite Dorrit, de Pierre Badel.
- 1962: La Fille du capitaine, de Alain Boudet.
- 1962: Rien que la vérité, de Claude Loursais.
- 1963: La Charrue et les étoiles, de Stellio Lorenzi.
- 1965: Ruy Blas, de Claude Barma.
- 1966: L'Âge heureux, de Philippe Agostini.
- 1967: Le Coiffeur de Bosco Trecasse, de Jacques Pierre.
- 1967: Le Voleur d'enfants, de Yves-André Hubert.
- 1968: Le Fil rouge, de Robert Crible.
- 1972: Dans le jardin de Franc Nohain, documental de Alain Frey.

## Teatro
- 1911 : L'Armée dans la ville, de Jules Romains, escenografía de André Antoine, Teatro del Odéon
- 1911: Rivoli, de René Fauchois, Teatro del Odéon.
- 1912: La Foi, de Eugène Brieux, Teatro del Odéon.
- 1940: Le Rosaire, de André Bisson a partir de Florence L. Barclay, Teatro des Célestins.
- 1946: Le Séducteur d'André Birabeau, escenografía de Jacques Feyder, Teatro Antoine
- 1947: Trespass, de Emlyn Williams, Londres.
- 1950: Madam Tic-Tac, de Cary & Weathers, Londres.
- 1950: Oncle Harry, de Thomas Job, adaptación de Marcel Dubois y Jacques Feyder, escenografía de Jean Marchat, Teatro Royal du Parc.
- 1951: Oncle Harry, de Thomas Job, adaptación de Marcel Dubois y Jacques Feyder, escenografía de Jean Marchat, Teatro Antoine.
- 1952: Le Vivier, de Henri Troyat, Bruselas.
- 1953: Chez Françoise, de Roger Avermaete, Bruselas.
- 1954: La importancia de llamarse Ernesto, de Oscar Wilde, escenografía de Claude Sainval, Teatro de los Campos Elíseos.
- 1955: Les Petites Têtes, de Max Régnier, escenografía de Fernand Ledoux, Teatro Michel, Teatro des Célestins.
- 1960: Horses in midstream, de Andrew Rosenthal, Londres.
- 1965: Olympia, de Ferenc Molnar,  Bruselas.
- 1967: La Famille écarlate, de Jean-Loup Dabadie, escenografía de Gérard Vergez, Teatro de París.
- 1970: Cher Antoine ou l'Amour raté, de Jean Anouilh, escenografía de Jean Anouilh y Roland Piétri, Teatro des Célestins.
- 1971: La sopera, de Robert Lamoureux, escenografía del autor y de Francis Joffo, Teatro Édouard VII.